# Hongwei (sockenhuvudort i Kina, Heilongjiang Sheng, lat 47,22, long 124,91)
Hongwei (kinesiska: 宏伟, 宏伟乡) är en sockenhuvudort i Kina. Den ligger i provinsen Heilongjiang, i den nordöstra delen av landet, omkring 210 kilometer nordväst om provinshuvudstaden Harbin. Antalet invånare är 17 121. Befolkningen består av 8 487 kvinnor och 8 634 män. Barn under 15 år utgör 13,0 %, vuxna 15-64 år 78 %, och äldre över 65 år 7,0 %.
Runt Hongwei är det ganska tätbefolkat, med 62 invånare per kvadratkilometer. Närmaste större samhälle är Liming, 11,8 km sydost om Hongwei. Trakten runt Hongwei består till största delen av jordbruksmark.
Genomsnittlig årsnederbörd är 728 millimeter. Den regnigaste månaden är juli, med i genomsnitt 217 mm nederbörd, och den torraste är januari, med 6 mm nederbörd.